# 卡帕斯
卡帕斯（他加祿語：Capas，咱人話：加巴示），是菲律賓丹轆省的一座城市。面積376.39平方公里。根據2015年人口普查結果，丹轆市擁有140,202名居民。現下轄20個描籠涯。